# Rabdosia
Rabdosia  é um gênero botânico da família Lamiaceae

## Espécies
Apresenta 139 espécies:
Rabdosia adenantha Rabdosia adenoloma Rabdosia albopilosa
Rabdosia alborubra Rabdosia amethystoides Rabdosia angustifolia
Rabdosia anisochila Rabdosia assamica Rabdosia bifidocalyx
Rabdosia brachythyrsa Rabdosia brevicalcarata Rabdosia brevifolia
Rabdosia bulleyana Rabdosia calcicola Rabdosia calycina
Rabdosia capillipes Rabdosia chionantha Rabdosia colaniae
Rabdosia coesta Rabdosia coetsa Rabdosia coetsoides
Rabdosia daitonensis Rabdosia dakglayensis Rabdosia dawoensis
Rabdosia dhankutana Rabdosia dichromophylla Rabdosia drogotschiensis
Rabdosia effusa Rabdosia enanderana Rabdosia eriocalyx
Rabdosia excisa Rabdosia excisoides Rabdosia fangii
Rabdosia flabelliformis Rabdosia flavida Rabdosia flexicaulis
Rabdosia forrestii Rabdosia gesneroides Rabdosia gibbosa
Rabdosia glaucocalyx Rabdosia glutinosa Rabdosia grandifolia
Rabdosia grosseserrata Rabdosia henryi Rabdosia hirtella
Rabdosia hispida Rabdosia inflexa Rabdosia interrupta
Rabdosia irrorata Rabdosia japonica Rabdosia javanica
Rabdosia kangtingensis Rabdosia koroensis Rabdosia kunmingensis
Rabdosia kurzii Rabdosia lasiocarpa Rabdosia latiflora
Rabdosia latifolia Rabdosia leucophylla Rabdosia liangshanica
Rabdosia lihsienensis Rabdosia longituba Rabdosia lophanthoides
Rabdosia loxothyrsa Rabdosia lungshengensis Rabdosia macrantha
Rabdosia macrocalyx Rabdosia macrophylla Rabdosia maddenii
Rabdosia medilungensis Rabdosia megathyrsa Rabdosia megathyrsoides
Rabdosia melissiformis Rabdosia melissoides Rabdosia menthoides
Rabdosia mucronata Rabdosia muliensis Rabdosia namikawana
Rabdosia nervosa Rabdosia nigrescens Rabdosia nigropunctata
Rabdosia nilgherrica Rabdosia oresbia Rabdosia pachythyrsa
Rabdosia pantadenia Rabdosia parvifolia Rabdosia pharica
Rabdosia phulchokiensis Rabdosia phyllopoda Rabdosia phyllostachys
Rabdosia plciophylla Rabdosia pleiophylla Rabdosia pluriflora
Rabdosia polystachys Rabdosia provicarii Rabdosia pseudo
Rabdosia pseudo irrorata Rabdosia racemosa Rabdosia ramosissima
Rabdosia repens Rabdosia ricinisperma Rabdosia rivularis
Rabdosia rosthornii Rabdosia rubescens Rabdosia rugosa
Rabdosia rugosiformis Rabdosia scoparia Rabdosia scrophularioides
Rabdosia sculponeata Rabdosia secundiflora Rabdosia serra
Rabdosia setschwanensis Rabdosia shikokiana Rabdosia shimizuana
Rabdosia silvatica Rabdosia sinuolata Rabdosia smithiana
Rabdosia stenodonta Rabdosia stenophylla Rabdosia stracheyi
Rabdosia stenophylla Rabdosia stracheyi Rabdosia taiwanensis
Rabdosia taliensis Rabdosia tenuifolia Rabdosia ternifolia
Rabdosia thiothyrsa Rabdosia trichocarpa Rabdosia umbrosa
Rabdosia volkensiana Rabdosia walkeri Rabdosia wardii
Rabdosia websteri Rabdosia weisiensis Rabdosia wightii
Rabdosia wikstroemioides Rabdosia xerophila Rabdosia yuennanensis